# Гамбит Блюменфельда
Гамбит Блюменфельда — шахматный дебют, начинающийся ходами: 
 1. d2-d4 Кg8-f6 
 2. c2-c4 e7-e6 
 3. Kg1-f3 c7-c5 
 4. d4-d5 b7-b5
Относится к полузакрытым началам.

## История
Этот гамбит, придуманный в двадцатых годах московским мастером Б. Блюменфельдом, основан на позиционной идее — ценой пешки овладеть центром. Он явился прообразом возникшего позднее и завоевавшего большую популярность волжского гамбита. Гамбит Блюменфельда использовали А. Алехин, Р. Ваганян. В современной турнирной практике встречается редко.

## Основные идеи
Черные путём жертвы пешки на ферзевом фланге пытаются получить взамен сильнейший пешечный центр. Идеи гамбита Блюменфельда во многом схожи с идеями защиты Бенони. В настоящее время для белых считается предпочтительным отклонить жертву, сыграв 5.Сg5 (основное продолжение) или 5. Кс3.

## Примерная партия
Тарраш — Алехин (Пестьен, 1922)
1. d2—d4 Kg8—f6 2. Kg1— f3 e7—е6 3. c2—c4 c7—c5 4. d4—d5 b7—b5 5. d5 : е6 f7 : е6 6. с4:b5 d7—d5 7.е2—е3 Cf8—d6
8. Кb1—с3 0—0
9. Cf1—е2 Сс8—b7
10. b2—b3 Кb8—d7
11. Cc1—b2 Фd8—е7
12. 0—0 Лa8—d8
13. Фd1—с2 е6—е5
14. Лf1—e1 e5-e4
15. Kf3-d2 Kd7—е5
16. Кc3—d1 Kf6—g4
17. Ce2:g4 Ke5:g4
18. Kd2—f1 Фе7—g5!
19. h2—h3 Kg4—h6
20. Kpg1—h1 Kh6— f5
21. Kf1—h2 d5—d4!
22. Сb2—c1 d4-d3
23. Фс2—с4+ Kpg8—h8
24. Cc1—b2 Kf5—g3+!
25. Kph1—g1 С7—d5
26. Фс4—а4 Kg3—е2+
27. Kpg1—h1 Лf8—f7
28. Фа4—а6 h7—h5!
29. b5—b6 Ке2—g3+!
30. Kph1—g1 а7 : b6
31. Фа6 : b6 d3—d2
32. Ле1—f1 Kg3 : f1
33. Kh2 : f1 Cd5—е6!
34. Kpg1—h1 Се6 : h3!
35. g2:h3 Лf7— f3
36. Kf1—g3 h5—h4
37. Cb2— f6 Фg5 : f6
38. Kg3 : е4 Лf3 : h3+ Белые сдались.